# 선양 J-11
선양 J-11(중국어: 歼-11/殲-11, 영어: Shenyang J-11, Jian Ji-11)은 중국이 라이선스 생산하는 수호이 Su-27 전투기이다. 나토명 플랭커-L이다. J-11은 최대이륙중량 30톤급의 쌍발 전투기로서, 중국판 F-15에 해당한다. 중국 공군의 차세대 주력 전투기인 J-11이 고가이기 때문에, 이의 보조용으로 청두 J-10(중국판 F-16)이 배치되고 있다.

## 역사
- 1990년 12월 28일 소련과 SU-27SK/SU-27UBK전투기 도입계약.
- 1992년 6월 27일 첫12대SU-27전투기 취역.
- 1996년 - 12월 러시아와 SU-27라이센스생산 계약.
- 1998년 12월 16일 선양공장서 생산한 J-11전투기 첫비행.
- 2000년부터 중국인민해방군 공군 취역.

## 운용국
- 중국 - J-11A 100대+ J-11B/BS/BH/BSH 250대(~2017년 1월)

## 파생형
J-11A - 선양SAC사에서 라이선스생산된 SU-27SK의 중국제식이름이다. 총 104대 생산되었다.
J-11B - SU-27시리즈를 무단복제한 버전이다.AESA레이더와 중국산 항전시스템과 전자전 시스템이 탑재되었다.상세한 개발시기는 알려지지 않았으나 2005년부터 외부에 알려지기 시작되었다.
J-11BS - 2인승 훈련용SU-27UBK의 중국버전이다. 디지털플라이 바이 와이어(DFBW)기술이 적용되었으며 2012년에 공개되었다.
J-11BH/BSH - J-11B/BS형의 중국인민해방군 해군항공병버전이다.제원은 J-11B/BS와 거의 똑같다.
J-16 - SU-30MKK를 개발원형으로 제작된 전폭기 버전이다.2016년 11월에 정식취역되었다고 알려졌다.
J-15 - J-11B와 우크라이나에서 구입한 SU-33원형기를 기초로 제작된 중국의 항공모함 함재기이다.
J-11D - 2015년 4월 첫 비행된 개발중인 모델로 J-11B의 업그레이드 버전으로 알려져있다.

## 중국의 전체 플랭커 계열
- 중국 - J-11 350대+

- 중국 - Su-27SK 59대

- 중국 - Su-30MKK,MK2 97대

최대500+대에 달하는 플랭커 계열이다.
요격기 기준이기에 J-15,J-16등은 제외했다.

## 같이 보기
- 중국 인민해방군
- J-10B
- 청두 J-20
- 선양 J-15